# 210997 Guenat
210997 Guenat este un asteroid din centura principală de asteroizi.

## Descriere
210997 Guenat este un asteroid din centura principală de asteroizi. A fost descoperit pe 14 decembrie 2001 la Vicques de Michel Ory. Asteroidul prezintă o orbită caracterizată de o semiaxă mare de 2,16 ua, o excentricitate de 0,11 și o înclinație de 4,9° în raport cu ecliptica.